# Manchester 62 Football Club
Il Manchester 62 Football Club, meglio noto come Manchester 62 e dal 1962 al 2013 come Manchester United, è una società calcistica gibilterriana con sede nella città di Gibilterra che milita nella Football League, il campionato gibilterriano di calcio.

## Storia
Il club è stato fondato come Manchester United FC nel 1962, da C. Moberley e G. Undery in onore del club inglese del Manchester Utd, dopo che l'allenatore Matt Busby diede a loro il permesso di utilizzare il nome.
Nello stesso anno il club fu iscritto alla Second Division, in cui fece il proprio vittorioso debutto contro il Juvenil San Luqueno, nell'ottobre successivo. La prima formazione dei diavoli era allenata da L. Ghio e composta da giovani gibilterriani di età compresa tra i 17 e 22, capaci di vincere il primo trofeo ufficiale nella stagione d'esordio.
Nel 2013, la UEFA diede alla federazione calcistica di Gibilterra un posto ciascuno nei turni di qualificazione alla Europa League e alla Champions League, con la consequenzialità che per la prima volta i due club potrebbero incontrarsi nella stessa competizione, proprio per questo motivo il club è stato costretto a cambiare ragione sociale in Manchester 62 FC.
Nel giugno 2022, dopo aver giocato per diversi anni come club amatoriale sotto il controllo di John Charles Camilleri, il club è stato venduto al fondatore del Pittsburgh City United, Michael Anton Monsour. Come parte dell'acquisizione, il club ha annunciato l'intenzione di seguire l'esempio del Pittsburgh City United imponendo ai suoi giocatori di indossare dei copricapi protettivi, previa approvazione della Gibraltar Football Association.
Nel febbraio seguente il club ha invece annunciato che lo youtuber ventunenne Theo Ogden avrebbe assunto il ruolo di direttore tecnico, diventando conseguentemente la persona più giovane ad assumere codesto ruolo in un club europeo professionistico.

## Società

### Allenatori
- 1962-19??  L. Ghio
- 19??-2013  Sconosciuto
- 2013-2014  Aaron Asquez
- 2014-2015  Sconosciuto
- 2015-2016  David Ochello (1ª-9ª)

 Kike Prieto (10ª-27ª)
- 2016-2017  Gabino Rodríguez (1ª-16ª)

 Carlos Inarejos (17ª-20ª)
 Kike Prieto (21ª-27ª)
- 2017-2018  Kike Prieto
- 2018-2019  Jonathan Sodi
- 2019-2020  Sconosciuto (1ª-2ª)

 Jeff Wood (3ª-6ª)
 Sconosciuto (7ª-8ª)
 David Wilson (9ª-20ª)
- 2020-2022  David Wilson
- 2022-2023  Jamie McDonough
- giu.2023-nov.2022  Anthony Limbrick
- nov.2023  Jamie McDonough
- nov.2023-dic.2023  Allen Bula
- 2023-  Jamie McDonough

### Presidenti
- 1962-2004  Sconosciuto
- 2004-2022  John Charles Camilleri[7]
- 2022-oggi  Michael Anton Monsour Jr.

## Palmarès

### Competizioni nazionali
- Campionato gibilterriano: 7

1975, 1977, 1979, 1980, 1984, 1995, 1999
- Campionato gibilterriano di seconda divisione: 4

1963, 2003, 2005, 2006
- Coppa di Gibilterra: 4

1974, 1977, 1980, 2003
- Supercoppa di Gibilterra: 2

2003, 2006

### Altri piazzamenti
- Campionato gibilterriano:

Secondo posto: 2013-2014
Terzo posto: 2010-2011, 2011-2012, 2012-2013
- Coppa di Gibilterra:

Semifinalista: 2013-2014, 2015-2016, 2020-2021, 2023-2024, 2024-2025
- Gibraltar Premier Cup:

Finalista: 2013-2014

## Organico

### Rosa 2024-2025
Aggiornato all'11 ottobre 2024.
| N. |                           | Ruolo | Calciatore                  |
| -- | ------------------------- | ----- | --------------------------- |
| 1  | Spagna (bandiera)         | P     | Nando                       |
| 3  | Gibilterra (bandiera)     | D     | Joseph Chipolina (capitano) |
| 4  | Rep. del Congo (bandiera) | D     | Baron Kibamba               |
| 5  | Gibilterra (bandiera)     | D     | Peter Sardeña               |
| 6  | Inghilterra (bandiera)    | C     | Will Sanders                |
| 7  | Gibilterra (bandiera)     | C     | Mohamed Badr Hassan         |
| 8  | Inghilterra (bandiera)    | C     | Frankie Perry               |
| 9  | Spagna (bandiera)         | A     | Samu Benítez                |
| 10 | Ghana (bandiera)          | A     | Emmanuel Ocran              |
| 11 | Inghilterra (bandiera)    | A     | Henry Mott                  |
| 14 | Giappone (bandiera)       | C     | Hibiki Mochizuki            |
| 16 | Gibilterra (bandiera)     | C     | Jeremy López                |

| N. |                               | Ruolo | Calciatore            |
| -- | ----------------------------- | ----- | --------------------- |
| 19 | Spagna (bandiera)             | C     | Yussef Flalhi Idrissi |
| 21 | Spagna (bandiera)             | A     | Santi Jara            |
| 22 | Barbados (bandiera)           | A     | Ryan Trotman          |
| 23 | Gibilterra (bandiera)         | D     | Jayden Villa          |
| 24 | Gibilterra (bandiera)         | A     | Dylan Peacock         |
| 25 | Gibilterra (bandiera)         | C     | Carl De Torres        |
| 31 | Francia (bandiera)            | D     | Samuel Papafio        |
| 87 | Spagna (bandiera)             | C     | José Alberto Cañas    |
| 94 | Rep. Centrafricana (bandiera) | P     | Dominique Youfeigane  |
|    | Gibilterra (bandiera)         | C     | Kevan Gonzalez        |
|    | Egitto (bandiera)             | A     | Ayman El Ghobashy     |